# Soca (Uruguay)
Soca (officiellement Doctor Francisco Soca) est une localité uruguayenne du département de Canelones et le chef-lieu de la municipalité homonyme.

## Localisation
Soca se situe au sud-est du département de Canelones, à l'intersection de la route 35 et de l'ancienne route 8.

## Centre d'intérêt
On y trouve la chapelle de la famille Soca. L'édifice a été dessiné par l'architecte catalan Antoni Bonet i Castellana en l'honneur de la poétesse et mécène Susana Soca (fille du docteur Francisco Soca) décédée dans un accident d'avion le 11 janvier 1959 à Rio de Janeiro.

## Population
| 1963  | 1975  | 1985  | 1996  | 2004  | 2011  |
| ----- | ----- | ----- | ----- | ----- | ----- |
| 1 516 | 1 397 | 1 667 | 1 764 | 1 742 | 1 797 |